# كتيبة (وحدة عسكرية)
الكتيبة هي وحدة عسكرية مؤلفة من 4 إلى 6 سرايا وعدد أفرادها من 300 إلى 1000 فرد ويقودها عادة ضابط برتبة مقدم أو عقيد
.

## التشكيل
الكتيبة تختلف في أنظمة الجيوش الحالية رغم مسماها القديم، وأيضا كتائب المشاة (جمع كتيبة) تختلف بالعدد عن كتائب ويقودها في العادة من مقدم إلى رتبة عميد في جميع قطاعات الجيش وخاصة البرية منها والمدرعات والمدفعية.

## انظر أيضًا

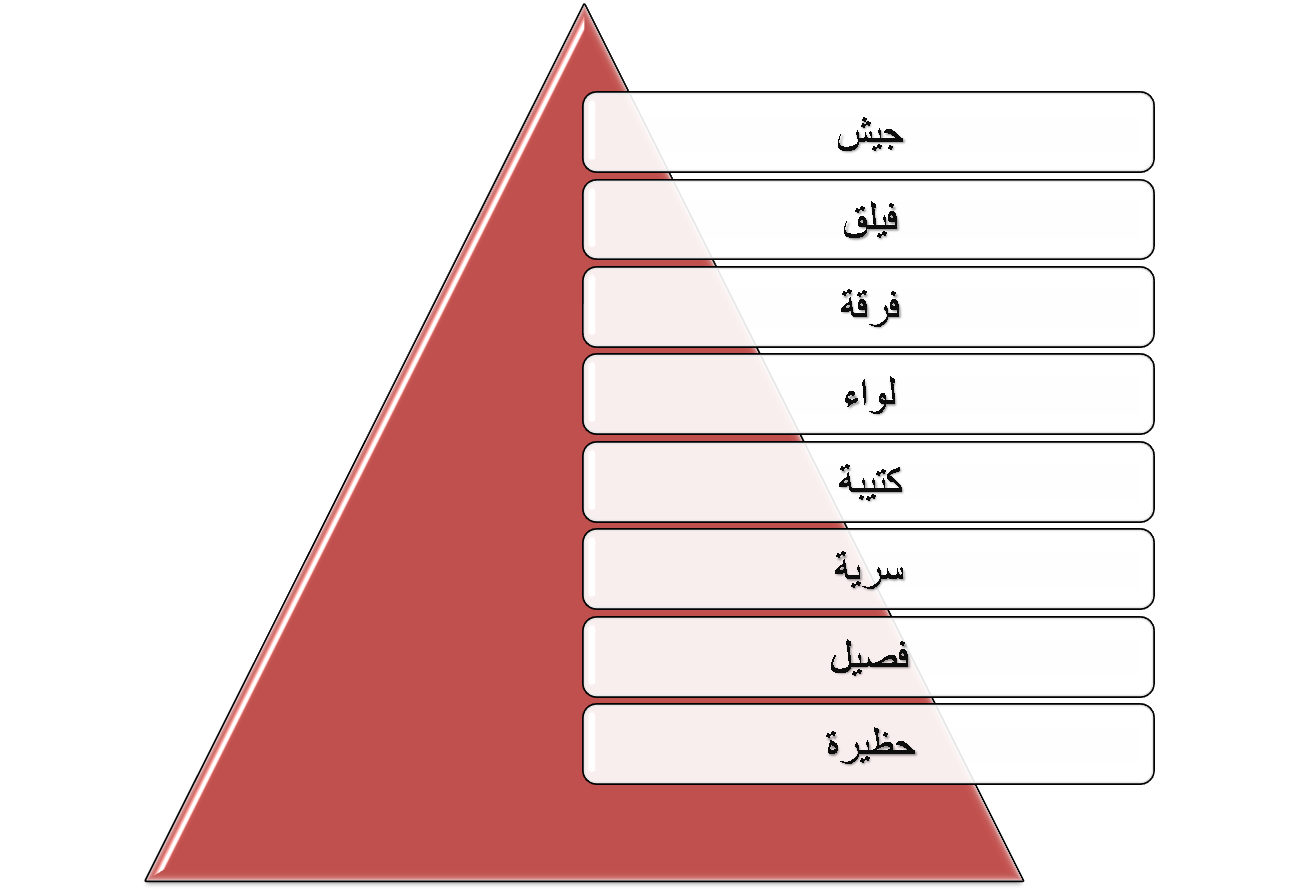
التسلسل الهرمي للجيش

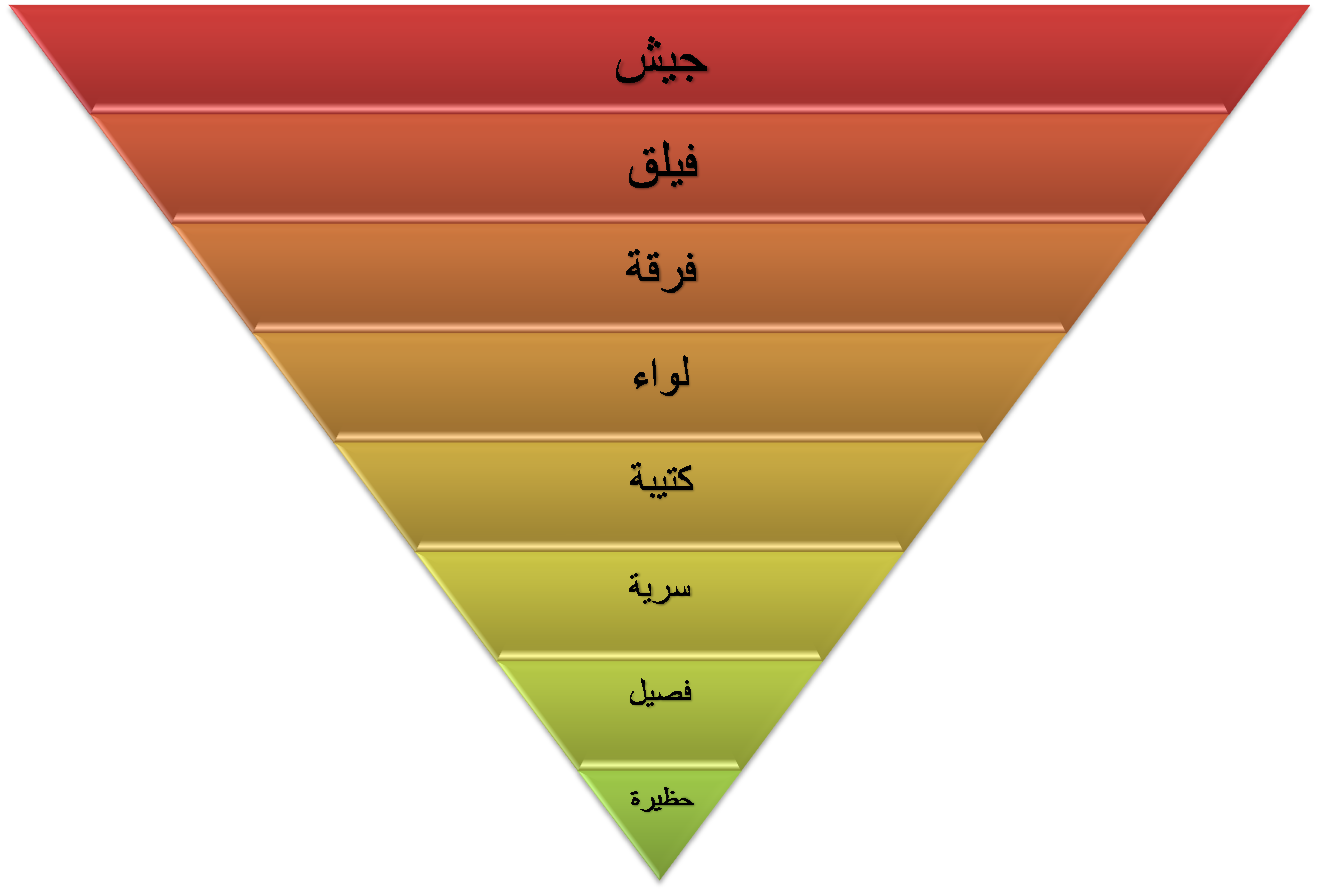
التسلسل في حجم وحدات الجيش